# 第41回日劇學院賞
←第40回 - 第41回 - 第42回→
第41回日劇學院賞，針對2004年4月到6月在日本播出的連續劇做出投票與評比。

## 得獎名單

### 最優秀作品賞
1. 與光同行
2. Orange Days
3. 老公當家

- 讀者票：1.HOME DRAMA；2.讓愛看得見；3.Orange Days
- 記者票：1.與光同行 ；2.Orange Days；3.老公當家
- 評審票：1.與光同行 ；2.Orange Days；3.老公當家

### 主演男優賞
1. 妻夫木聰（Orange Days）
2. 阿部寬（老公當家）
3. 藤木直人（讓愛看得見）

- 讀者票：1.堂本剛（HOME DRAMA）；2.藤木直人（讓愛看得見）；3.妻夫木聰（Orange Days）
- 記者票：1.阿部寬（老公當家） ；2.妻夫木聰（Orange Days）；3.藤木直人（讓愛看得見）
- 評審票：1.阿部寬（老公當家） ；2.妻夫木聰（Orange Days）；3.宮迫博之（老公當家）

### 主演女優賞
1. 篠原涼子（與光同行）
2. 菅野美穗（讓愛看得見）
3. 天海祐希（離婚女律師）

- 讀者票：1.菅野美穗（讓愛看得見）；2.篠原涼子（與光同行）；3.安倍夏美（小狗華爾滋）
- 記者票：1.篠原涼子（與光同行）；2.菅野美穗（讓愛看得見）；3.天海祐希（離婚女律師）
- 評審票：1.篠原涼子（與光同行）；2.天海祐希（離婚女律師）；3.菅野美穗（讓愛看得見）

### 助演男優賞
1. 齋藤隆成（與光同行）
2. 中山裕介（HOME DRAMA!）
3. 泉谷茂（讓愛看得見）
4. 成宮寬貴（Orange Days）

- 讀者票：1.中山裕介（HOME DRAMA）；2.泉谷茂（讓愛看得見）；3.田村高廣（HOME DRAMA）
- 記者票：1.齋藤隆成（與光同行）；2.泉谷茂（讓愛看得見）；3.中山裕介（HOME DRAMA）
- 評審票：1.成宮寬貴（Orange Days）；2.齋藤隆成（與光同行）；3.岡本健一（小狗華爾滋）

### 助演女優賞
1. 小林聰美（與光同行）
2. 柴咲幸（Orange Days）
3. 篠原涼子（老公當家）

- 讀者票：1.柴咲幸（Orange Days）；2.小林聰美（與光同行）；3.八千草薫（讓愛看得見）
- 記者票：1.柴咲幸（Orange Days）；2.小林聰美（與光同行）；3.篠原涼子（老公當家）
- 評審票：1.小林聰美（與光同行）；2.柴咲幸（Orange Days）；3.篠原涼子（老公當家）

### 其他
- 主題歌賞：Mr.Children：Sign（Orange Days）
- 新人俳優賞：近野成美（小狗華爾滋）
- 最佳服裝賞：天海祐希（離婚女律師）
- 腳本賞：北川悅吏子（Orange Days）
- 監督賞：生野慈朗、土井裕泰、今井夏木（Orange Days）
- 劇中音樂賞：藤原いくろう（讓愛看得見）
- 卡司賞：Orange Days
- 片頭片尾賞：生野慈朗（Orange Days）
- 電視週刊特別賞：手語指導（南留花、佐藤由紀惠、鹽谷武志）